# Copa Promissão
A Copa Promissão, conhecida igualmente como Copa Internacional de Futebol Sub-17, é uma tradicional competição de futebol masculino promovida pela Prefeitura de Promissão.

## História
A competição, organizada pela Prefeitura de Promissão, teve sua inauguração no ano de 2001, quando o União São João conquistou a primeira edição do torneio. O Corinthians conquistou os títulos nas duas edições subsequentes, e fez com que o clube de Itaquera ascendesse ao status de principal ganhador da Copa Promissão. No entanto, esse feito foi replicado pelo Cruzeiro em 2006, ao conquistar um tricampeonato consecutivo, solidificando essa posição em 2010 e 2014. Entre 2011 e 2012, a competição deixou a cidade de Promissão e se transferiu para São José do Rio Preto, visando melhor estrutura e apoio financeiro.

## Campeões

### Títulos por clube
| Pos  | Clube                     | Títulos | Vices | Semifinais |
| ---- | ------------------------- | ------- | ----- | ---------- |
| 1.º  | Cruzeiro                  | 5       | 2     | 1          |
| 2.º  | Corinthians               | 3       | 3     | 2          |
| 3.º  | Figueirense               | 2       | —     | —          |
| 4.º  | Internacional             | 1       | 2     | 3          |
| 5.º  | Fluminense                | 1       | 2     | —          |
| 6.º  | Audax                     | 1       | 1     | —          |
| 7.º  | União São João            | 1       | —     | 1          |
| 8.º  | Vitória                   | —       | 3     | 3          |
| 9.º  | Grêmio                    | —       | 1     | —          |
| 10.º | Atlético Mineiro          | —       | —     | 3          |
| 10.º | Atlético Paranaense       | —       | —     | 3          |
| 12.º | Chivas Guadalajara        | —       | —     | 2          |
| 12.º | Coritiba                  | —       | —     | 2          |
| 12.º | Portuguesa                | —       | —     | 2          |
| 15.º | Fragata                   | —       | —     | 1          |
| 15.º | Mirassol                  | —       | —     | 1          |
| 15.º | Portuguesa do Rio Pequeno | —       | —     | 1          |
| 15.º | União Barbarense          | —       | —     | 1          |
| 15.º | Vasco da Gama             | —       | —     | 1          |
| 15.º | Vila Nova                 | —       | —     | 1          |

### Títulos por federação
| Pos | Cidade            | Títulos | Vices | Semifinais |
| --- | ----------------- | ------- | ----- | ---------- |
| 1.º | São Paulo         | 5       | 4     | 8          |
| 2.º | Minas Gerais      | 5       | 2     | 4          |
| 3.º | Santa Catarina    | 2       | —     | —          |
| 4.º | Rio Grande do Sul | 1       | 3     | 4          |
| 5.º | Rio de Janeiro    | 1       | 2     | 1          |
| 6.º | Bahia             | —       | 3     | 3          |
| 7.º | Paraná            | —       | —     | 5          |
| 8.º | México            | —       | —     | 2          |
| 9.º | Goiás             | —       | —     | 1          |

### Títulos por região
| Pos | Cidade           | Títulos | Vices | Semifinais |
| --- | ---------------- | ------- | ----- | ---------- |
| 1.º | Sudeste          | 11      | 8     | 13         |
| 2.º | Sul              | 3       | 3     | 9          |
| 3.º | Nordeste         | —       | 3     | 3          |
| 4.º | América do Norte | —       | —     | 2          |
| 5.º | Centro-Oeste     | —       | —     | 1          |